# Hans-Gustav Felber
Pour les articles homonymes, voir Felber.
Hans-Gustav Felber est un militaire allemand, né le 8 juillet 1889 à Wiesbaden et mort le 8 mars 1962 à Francfort-sur-le-Main. Il fut General der Infanterie au sein de la Heer, l'armée de terre de la Wehrmacht, pendant la Seconde Guerre mondiale.
Il a été récipiendaire de la croix de chevalier de la croix de fer.

## Biographie

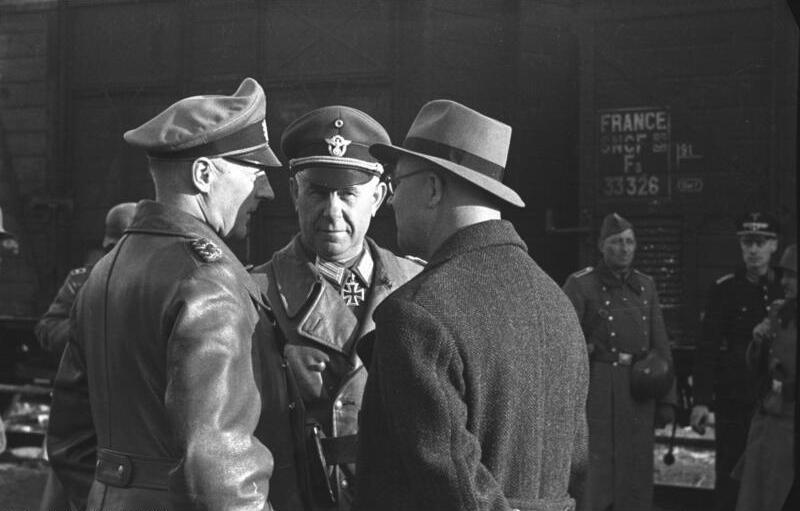
Hans-Gustav Felber (à gauche), Bernhard Griese et Carl Oberg pendant la rafle de Marseille (1943).

Hans-Gustav Felber commence sa carrière militaire comme Fahnenjunker le 17 mars 1908. Le 17 août 1909, il est élevé au grade de lieutenant du 117e régiment d'infanterie (de). Le 1er avril 1932, Felber devient lieutenant-colonel. Le 1er juillet 1935, il est nommé chef d'état-major du III. Armeekorps.
Le 15 octobre 1939, Felber est le chef d'état-major de la 2. Armee, puis du groupe d'armées C à partir du 15 février 1940. Le 25 octobre 1940, Felber est le commandant du XIII. Armeekorps, et en 1942, du Höheren Kommandos z.b.V. XXXXV (plus tard renommé LXXXIII. Armeekorps).
Le 21 mai 1942, un groupe d'armées appelé Armée Felber est formé sous sa direction. 
Le 24 janvier 1943, Felber est à Marseille pour encadrer la rafle de Marseille.
Du 26 septembre au 27 octobre 1944, il dirige l’Armee-Abteilung Serbien. Le 6 décembre 1944, il conduit le groupe Korps Felber, établi à partir d'unités battues, qui est rebaptisé XIII. Armeekorps par la suite. Du 22 février au 25 mars 1945, Felber commande la 7. Armee. Il est relevé de son commandement pour l'échec de sa défense du Rhin.

## Promotions
- Fahnenjunker-Gefreiter : 18 mai 1908
- Fahnenjunker-Unteroffizier : 16 juin 1908
- Fähnrich : 19 movembre 1908
- Leutnant : 19 août 1909
- Oberleutnant : 27 janvier 1915
- Hauptmann : 27 janvier 1917
- Major : 1er avril 1928
- Oberstleutnant : 1er avril 1932
- Oberst : 1er juillet 1934
- Generalmajor : 1er octobre 1937
- Generalleutnant : 1er octobre 1939
- General der Infanterie : 1er août 1940

## Décorations
- Croix d'honneur (29 décembre 1934)
- Ordre de la Couronne yougoslave
  - 2e classe (2 janvier 1939)
- Agrafe de la croix de fer (1939)
  - 2e classe (20 septembre 1939)
  - 1re classe (28 septembre 1939)
- Ordre de la Couronne d'Italie
  - Chevalier grand-croix (septembre 1940)
- Croix de chevalier de la croix de fer
  - Croix de chevalier le 17 septembre 1941 en tant que General der Infanterie et commandant du XIII.Armeekorps[2]
- Médaille du Front de l'Est (3 août 1942)
- Médaille de service de longue durée de la Wehrmacht 4e à 1re Classe
- Médaille des Sudètes avec barrette du Château de Prague